# ممثلية الصين لدى دولة فلسطين
سفارة الصين في دولة فلسطين هي الممثلية الدبلوماسية العُليا لدولة الصين لدى دولة فلسطين. تأسست في عام 1995 في مدينة غزة، وانتقلت إلى مدينة رام الله في عام 2004.

## وصلات خارجية
- الموقع الرسمي